# Biologitjeskij Zakaznik Baranovitjskij
Biologitjeskij Zakaznik Baranovitjskij (ryska: Биологический Заказник Барановичский) är ett naturreservat i Belarus.   Det ligger i voblasten Brests voblast, i den centrala delen av landet, 160 kilometer sydväst om huvudstaden Minsk.
I omgivningarna runt Biologitjeskij Zakaznik Baranovitjskij växer i huvudsak blandskog. Runt Biologitjeskij Zakaznik Baranovitjskij är det ganska tätbefolkat, med 96 invånare per kvadratkilometer.